# 佐久間夏帆
佐久間夏帆（1992年6月19日—），為出身於福岡縣的日本女子偶像團體PASSPO☆前成員，代表色為綠色，隸屬於PLATINUM PRODUCTION事務所。

## 經歷
2009年，加入PASSPO☆。
2011年夏天，佐久間因腰部痛楚而休演。
2011年10月22日，早前參演的電影Cheerfu11y在日本上演，佐久間飾演劇中學校日本文化研究部的法國留学生。
2011年12月，佐久間表示由於腰部痛楚，令自己無法再跳舞，因此將在12月30日Zepp Tokyo演唱會上進行最後一次表演，並正式宣布從PASSPO☆畢業。在此之前，她聲言要「全力飛行」，並表示在團體與其他成員一起的時光非常高興，也很感謝歌迷一直的支持，將來會朝著不同的道路繼續努力。該月7日發售的專輯《CHECK-IN》是團體的首張主流作品，亦成為了佐久間最後一張參與的作品。

## 出演

### 電影
- Cheerfu11y（日语：Cheerfu11y）（2011年）

### 電視劇
- 我要上太空 第2話（NHK，2009年）飾演 學生

## 外部連結
- PASSPO官方資料頁
- 佐久間夏帆官方部落格「SAKUMA BURGER!」（页面存档备份，存于）